# DELTA – Střední škola informatiky a ekonomie Pardubice
DELTA - Střední škola informatiky a ekonomie (DELTA škola) je soukromá střední škola sídlící v Pardubicích. Nabízí maturitní studium v programu Správce informačních systémů (obor: Informační technologie) a Ekonomie a informatika (obor: Ekonomika a podnikání).
DELTA škola vznikla pod názvem Soukromá střední odborná škola pro podnikatele DELTA v roce 1994, jako škola zaměřená na ekonomiku a podnikání. Získala státní souhlas a akreditaci studijních programů na jaře roku 1994. Výuku v denní formě zahájila ve školním roce 1994/95. V roce 1998 střední škola získala akreditaci dálkové a později i večerní formy studia ve všech jejích studijních programech. V současné době[kdy?] na škole pravidelně maturují dvě třídy denního studia a po jedné dálkového a večerního.
V roce 2004 došlo ke generační výměně vedení a od té doby se DELTA škola profiluje jako škola zaměřená na informační technologie (ICT) a ekonomii. Úzce spolupracuje s největší českou softwarovou společností Unicorn a její vysokou školou Unicorn College. Zaměstnanci Unicornu se podíleli na přípravě studijních materiálů odborných předmětů a předměty: programování, databáze a internetové prezentace sami vyučují.

## Prostory střední školy
Střední škola DELTA sídlí v administrativní budově v klidové části Pardubic Bílé Předměstí nedaleko Matičního jezera. Je zde dobré dopravní spojení z celého Pardubického kraje: vlaková zastávka Pardubice-Pardubičky (5 minut chůze), zastávka MHD: 2,12,13 (cca 2 minuty), centrum Pardubic (10 minut chůze).

## Studijní obory
DELTA škola nabízí maturitní vzdělání v prezenční formě ve dvou studijních oborech:
- 18-20-M/01 Informační technologie (ŠVP: Správce informačních systémů)
- 63-41-M/01 Ekonomika a podnikání (ŠVP: Ekonomie a informatika)

V dálkové a večerní formě v oboru:
- 63-41-M/01 Ekonomika a podnikání